# Nesochernes gracilis
Genre
Espèce
Nesochernes gracilis, unique représentant du genre Nesochernes, est une espèce de pseudoscorpions de la famille des Chernetidae.

## Distribution
Cette espèce se rencontre en Nouvelle-Zélande et sur l'île Norfolk.

## Description
Nesochernes gracilis gracilis mesure de 4,0 à 5,0 mm.
Les mâles de Nesochernes gracilis norfolkensis mesurent de 2,7 à 3,0 mm et les femelles de 3,0 à 3,3 mm.

## Liste des sous-espèces
Selon Pseudoscorpions of the World (version 3.0) :
- Nesochernes gracilis gracilis Beier, 1932 de Nouvelle-Zélande
- Nesochernes gracilis norfolkensis Beier, 1976 de l'île Norfolk

## Publications originales
- Beier, 1932 : Pseudoscorpionidea II. Subord. C. Cheliferinea. Tierreich, vol. 58, p. 1-294.
- Beier, 1976 : The pseudoscorpions of New Zealand, Norfolk, and Lord Howe. New Zealand Journal of Zoology, vol. 3, no 3, p. 199-246 (texte intégral).